# Eta Sagittarii
Eta Sagittarii ( Sagittarii) é uma estrela na direção da constelação de Sagittarius. Possui uma ascensão reta de 18h 17m 37.73s e uma declinação de −36° 45′ 40.6″. Sua magnitude aparente é igual a 3.10. Considerando sua distância de 149 anos-luz em relação à Terra, sua magnitude absoluta é igual a −0.20. Pertence à classe espectral M2III. É uma estrela variável irregular.